# Óscar Esplá
Óscar Esplá y Triay (ur. 5 sierpnia 1886 w Alicante, zm. 6 stycznia 1976 w Madrycie) – hiszpański kompozytor.

## Życiorys
W latach 1903–1911 studiował inżynierię i filozofię na Uniwersytecie Barcelońskim. W zakresie muzyki był początkowo samoukiem, w 1909 roku otrzymał I nagrodę za Suitę orkiestrową na międzynarodowym konkursie kompozytorskim w Wiedniu. Następnie był uczniem Maxa Regera w Meiningen i Monachium (1912) oraz Camille’a Saint-Saënsa w Paryżu (1913). W latach 1931–1934 był przewodniczącym Junta Nacional de Música. Od 1930 roku wykładowca konserwatorium w Madrycie, między 1936 a 1939 rokiem był jego dyrektorem. W czasie hiszpańskiej wojny domowej opuścił kraj i wyjechał do Brukseli. W 1946 roku został dyrektorem brukselskiego Laboratoire Musical Scientifique. W 1951 roku wrócił do Hiszpanii.
Od 1958 roku prowadził w Alicante własne konserwatorium. Był reprezentantem Hiszpanii przy Radzie Muzycznej UNESCO oraz przewodniczącym hiszpańskiej sekcji Międzynarodowego Towarzystwa Muzyki Współczesnej. Członek Królewskiej Akademii Sztuki Pięknych oraz francuskiej Académie des Beaux-Arts. Odznaczony Krzyżem Wielkim Orderu Cywilnego Alfonsa X Mądrego (1959).

## Twórczość
Początkowo pozostawał pod wpływem niemieckiego neoromantyzmu i francuskiego impresjonizmu. W dojrzałym okresie swojej twórczości czerpał z folkloru południowo-wschodniej części Hiszpanii, w swoich utworach wykorzystywał melodie ludowe. Zbudował oryginalny system harmoniczny, oparty na skali c-des-es-e-f-ges-as-b.
Był autorem prac El arte y la musicalidad (Alicante 1912), Fundamento estético de las actividades del espíritu (Monachium 1915) i Función musical y música contemporánea (Madryt 1955).

## Ważniejsze kompozycje
(na podstawie materiałów źródłowych)

### Utwory orkiestrowe
- Symfonia chóralna (1947–1950)
- symfonia Aitana (1962)
- Sinfonia de retaguardia (1969–1976)
- poemat symfoniczny El sueño de Eros (1910)
- poemat symfoniczny Don Quijote velando las armas (1924)
- Suita orkiestrowa (1909)
- Suita levantina (1911), przerobiona jako Poema de niños (1915)
- Schubertiana (1928)
- El ámbito de la danza (1929–1934)
- 2 suites folklóricas na orkiestrę kameralną (1932, 1934)
- Concierto de cámara (1937)
- Sonata del sur na fortepian i orkiestrę (1943–1945)
- La pájara pinta (1955)

### Utwory kameralne
- 2 kwartety smyczkowe (1920, 1956)
- Sonata na skrzypce i fortepian (1913)
- Trio fortepianowe (1917)
- Sonata concertante (1939)

### Utwory fortepianowe
- Tres Movimientos (1930)
- Lirica Española (1949)
- Sonate espagnole (1949)

### Utwory wokalno-instrumentalne
- Himno republicano (1931)
- kantata sceniczna La nochebuena del diablo na sopran, chór i orkiestrę (1926)
- Psalm 124 De profundis na głosy solowe, chór i orkiestrę (1965)
- kantata dla uczczenia 20. rocznicy proklamowania Karty Praw Człowieka ONZ na baryton, narratora, chór i orkiestrę (1968)

### Opery
- La bella durmiente (wyst. Wiedeń 1909)
- La Balteira (wyst. Nowy Jork 1933)
- Plumes au vent (1941)
- La forêt perdue (1951)
- El pirata cautivo (wyst. Madryt 1974)
- Calixto y Melibea (1974–1976)

### Balety
- El contrabandista (1928)
- Fiesta (1931, niedokończony)
- Ciclopes de Ifach (1937)